# Eric Dahlman
Eric Dahlman, född 9 juni 1776 i Teda församling, Uppsala län, död 14 januari 1854 i Linköpings församling, Östergötlands län, var en svensk domkyrkoorganist.

## Biografi
Eric Dahlman föddes 9 juni 1776 på klockargården i Teda socken. Han var son till klockaren Nils Dahlman och Anna Lisa Sångfors. Dahlman var organist i Teda församling i Uppland från 1792, domkyrkoorganist och director musices et cantus vid gymnasiet i Västerås från 1799 och hade därefter samma befattningar i Linköping 1814–1854. Han invaldes som associé nr 14 i Kungliga Musikaliska Akademien den 11 december 1819.